# محمية أجدابيا
محمية أجدابيا هي منطقة محمية في مدينة أجدابيا في دولة ليبيا